# Malloewia incolumis
Malloewia incolumis är en tvåvingeart som först beskrevs av Becker 1912.  Malloewia incolumis ingår i släktet Malloewia och familjen fritflugor. Inga underarter finns listade i Catalogue of Life.